# Canto da Boca
Canto da boca é um álbum de Sérgio Godinho, lançado em 1981. 

## Descrição do álbum
Com uma carreira em plena afirmação - e que já tinha tido conhecido encómios diversos por altura de Pano-cru, três anos antes -  Sérgio Godinho faz do primeiro álbum para a PolyGram um inesperado sucesso comercial - vendeu 15 mil cópias em período de vigência quase exclusiva do rock português. "Com um brilhozinho nos olhos", "É Terça-Feira"  e "Espalhem a notícia" ainda hoje são passagens incontornáveis da discografia do músico do Porto. 

## Faixas
O disco é composto pelas faixas: 
1. "Antes o poço da morte" – 3:31
2. "Com um brilhozinho nos olhos" – 4:03
3. "Já joguei ao boxe, já toquei bateria" – 2:35
4. "É Terça-Feira" – 3:00
5. "O Rei vai nu" – 3:10
6. "Eu contigo" – 2:17
7. "Espalhem a notícia" – 3:17
8. "Caramba" – 3:43
9. "Sempre foi assim" – 2:39
10. "O Porto aqui tão perto" – 4:44
11. "Bate coração" – 3:23

## Ligações Externas
- Sergio Godinho TV | Tema É Terça-Feira